# Слобозія (Урекешть, Бакеу)
Слобозія (рум. Slobozia) — село у повіті Бакеу в Румунії. Входить до складу комуни Урекешть.
Село розташоване на відстані 202 км на північний схід від Бухареста, 53 км на південь від Бакеу, 121 км на південь від Ясс, 104 км на північний захід від Галаца, 127 км на північний схід від Брашова.

## Населення
За даними перепису населення 2002 року у селі проживали 597 осіб, усі — румуни. Усі жителі села рідною мовою назвали румунську.